# Deer Park (Nueva York)
Deer Park es un lugar designado por el censo ubicado en el condado de Suffolk en el estado estadounidense de Nueva York. En el año 2000 tenía una población de 28,316 habitantes y una densidad poblacional de 1,746.5 personas por km².

## Geografía
Deer Park se encuentra ubicada en las coordenadas 40°45′39″N 73°19′48″O / 40.760698, -73.330072 Según la Oficina del Censo, la ciudad tiene un área total de 16,2 km² (6,3 mi²), de la cual 16,2 km² (6,3 mi²) es tierra y 0 km² (0 mi²) (0%) es agua.

## Demografía
Según la Oficina del Censo en 2007 los ingresos medios por hogar en la localidad eran de $72,173, y los ingresos medios por familia eran $87,500. Los hombres tenían unos ingresos medios de $47,266 frente a los $32,743  para las mujeres. La renta per cápita para la localidad era de $24,196. Alrededor del 4.7% de la población estaban por debajo del umbral de pobreza.